# Virginia Commonwealth University
De Virginia Commonwealth University (VCU) is een openbare onderzoeksuniversiteit in Richmond, de hoofdstad van de Amerikaanse staat Virginia. VCU werd opgericht in 1838 als de medische afdeling van Hampden-Sydney College en werd in 1854 de Medical College of Virginia. In 1968 voegde de Virginia General Assembly MCV samen met het Richmond Professional Institute, opgericht in 1917, om Virginia Commonwealth University te creëren. In 2022 volgden meer dan 28.000 studenten 217 graduaats- en certificaatprogramma's via de 11 scholen en drie hogescholen van VCU. Het VCU Health System ondersteunt gezondheidsonderwijs, onderzoek en patiëntenzorg.
VCU behaalde in het fiscale jaar 2022 een record van $405 miljoen aan gesponsord onderzoeksfondsen en wordt ingedeeld onder "R1: Doctoral Universities - Zeer hoge onderzoeksactiviteit". Achtentwintig afgestudeerde en eerste professionele programma's staan gerangschikt door U.S. News & World Report als een van de beste in het land. De atletische teams van VCU nemen deel aan NCAA Division I en staan gezamenlijk bekend als de VCU Rams. Ze zijn lid van de Atlantic 10 Conference. De VCU-campus omvat historische gebouwen zoals het Ginter House, dat nu wordt gebruikt door de provoost van de universiteit.

## Campussen

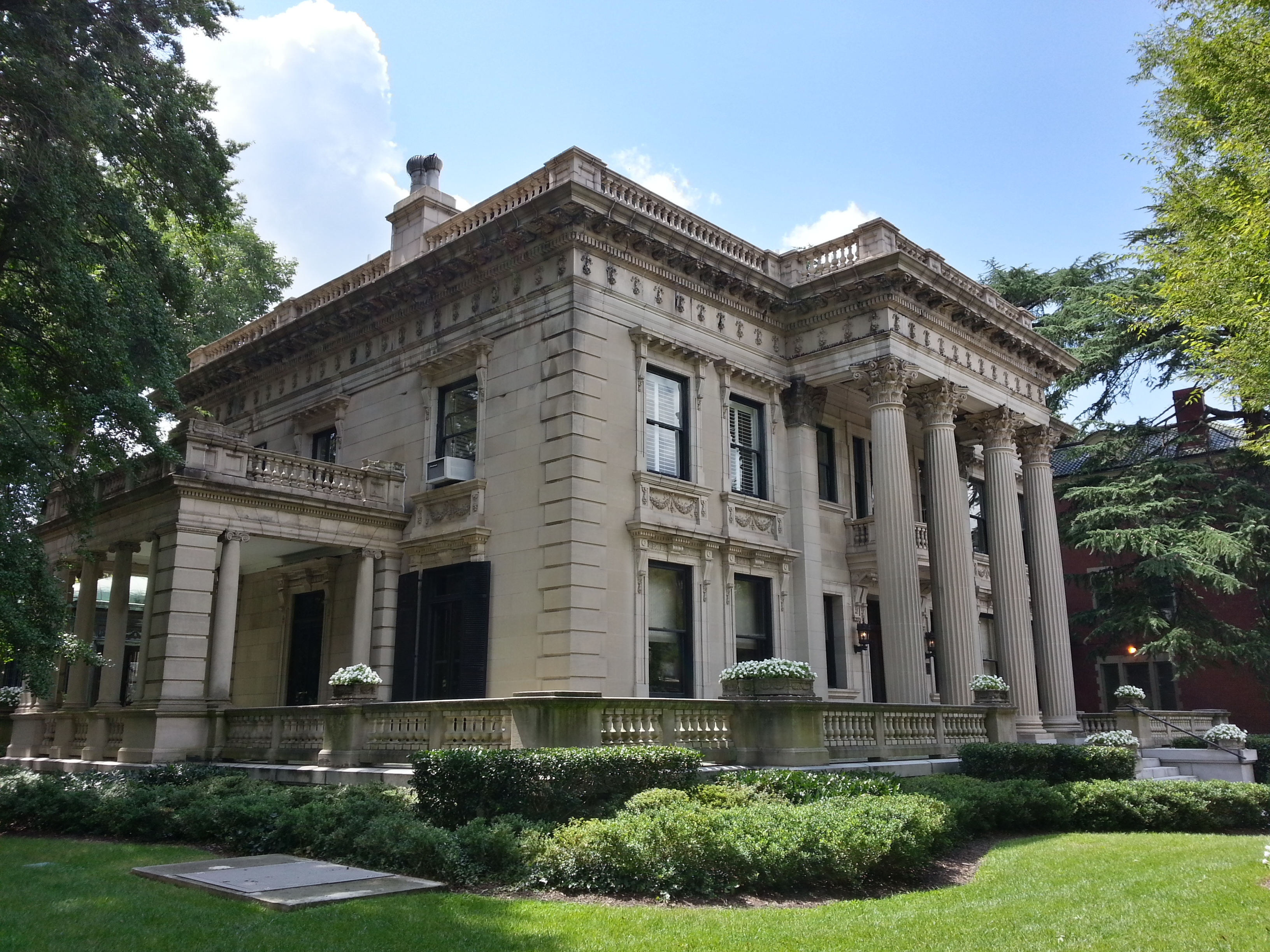
Scott House

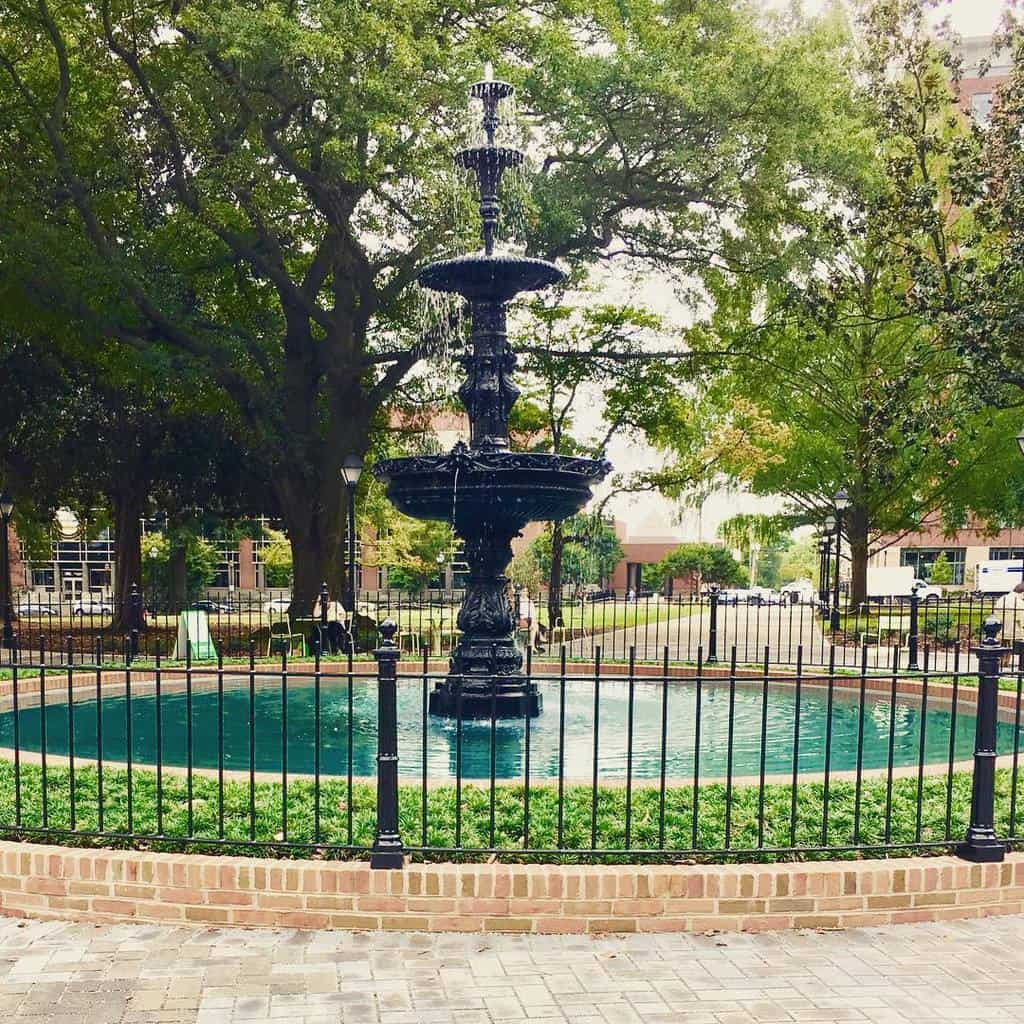
Monroe Park Fountain

Virginia Commonwealth University (VCU) heeft twee belangrijkste campussen in Richmond, Virginia: de Monroe Park Campus, gelegen ten westen van het stadscentrum van Richmond, en de MCV Campus in het stedelijke centrum. Daarnaast heeft VCU een filiaalcampus in Education City in Doha (Qatar), samen met tal van regionale faciliteiten.

### Monroe Park Campus
Monroe Park Campus, vernoemd naar het stadspark Monroe Park, kreeg in juni 2004 zijn naam en verving daarmee de vroegere naam, de Academic Campus van VCU. De Monroe Park Campus herbergt de meeste algemene onderwijsfaciliteiten van VCU en bevindt zich aan het oostelijke einde van de wijk Fan, een historische buurt uit het einde van de 19e eeuw die grenst aan het centrum van Richmond. Voorafgaand aan de fusie van het Richmond Professional Institute en het Medical College of Virginia was de campus de thuisbasis van het gehele Richmond Professional Institute. De campus bevat een mengeling van moderne en historische gebouwen, met meer dan 40 bouwwerken van vóór 1900.

### MCV Campus
De MCV Campus herbergt het VCU Medical Center, met daarin de scholen Geneeskunde, Tandheelkunde, Farmacie, Verpleegkunde, het College voor Gezondheidsberoepen van VCU, en het medisch centrum, dat wordt beheerd door de VCU Health System Authority. Op de campus bevinden zich ook het Massey Cancer Center van VCU (een door het National Cancer Institute (NCI) aangewezen kankerinstituut) en het Children's Hospital of Richmond at VCU. De MCV Campus is een integraal onderdeel van Richmond in het oude district Court End. De buurt ligt naast het zakelijke en financiële district van de stad, vlak bij het staatscapitool van Virginia. De Gezondheidswetenschappenschool van VCU omvat de School voor Geallieerde Gezondheidsberoepen, de Tandheelkundeschool, de Geneeskundeschool, de Verpleegkundeschool en de Farmacieschool.

### VCUarts Qatar
VCUarts Qatar is een filiaalcampus van de VCU School of the Arts, gelegen in Doha, de hoofdstad van Qatar. Het werd opgericht in 1998 via een partnerschap met de Qatar Foundation en was de eerste universiteit die haar deuren opende in Onderwijsstad. Het contract werd vernieuwd in juli 2012 en loopt tot juli 2022. VCUarts Qatar biedt de graden Bachelor of Fine Arts (BFA) en Master of Fine Arts (MFA) aan. Als onderdeel van het contract is VCU niet toegestaan om andere kunst- of ontwerpprogramma's met diploma-uitreiking te openen in andere landen in het Midden-Oosten. VCUarts Qatar is geaccrediteerd door de National Association of Schools of Art & Design, de Southern Association of Colleges and Schools, en de Council for Interior Design Accreditation.
VCU is niet de enige Amerikaanse campus in Education City, en zowel VCU als de andere universiteiten staan bloot aan kritiek vanwege hun vermeende acceptatie van de vermeende banden van Qatar met extremisme en zorgen over mensenrechten. Deze kritiek heeft betrekking op zorgen over de politieke situatie en de mensenrechten in Qatar en is een onderwerp van debat en discussie in de academische gemeenschap en daarbuiten. Het is belangrijk op te merken dat academische instellingen vaak streven naar academische vrijheid en onafhankelijkheid, zelfs wanneer ze zich op internationale locaties bevinden waar politieke kwesties en mensenrechtenkwesties aan de orde zijn.

## Organisatie
De entiteit van de Virginia Commonwealth University is gestructureerd als twee organisaties, de universiteit zelf en het Virginia Commonwealth University Health System. De president is de Chief Executive Officer (CEO) van VCU, en de universiteit is georganiseerd in twintig afdelingen.
Er zijn zestien leden in de raad van bezoekers van VCU. De gouverneur van Virginia kan leden van de raad selecteren. Daarnaast zijn er zes niet-stemgerechtigde leden die studenten en faculteitsleden vertegenwoordigen. Het VCU Health System heeft een aparte raad van bestuur, samengesteld uit vele lokale en nationale leiders op het gebied van gezondheidszorg.
VCU heeft 3.300 medewerkers en 2.000 hoogleraren, docenten en instructeurs. De universiteit heeft een endowment (vermogen) van $2,72 miljard, wat het op een na grootste vermogen is voor een openbare school in Virginia. Financiering wordt ontvangen van de staat en de federale overheid, evenals particuliere donaties. In 2022 was er meer dan $400 miljoen aan gesponsord onderzoek, waarbij veel giften de grootste waren in de geschiedenis van de universiteit. VCU ontving een gift van $104 miljoen, de grootste in de geschiedenis van de universiteit, ter ondersteuning van het nieuwe Stravitz-Sanyal Institute for Liver Disease and Metabolic Health. Lokale bedrijven, waaronder alle Fortune 500-bedrijven in Richmond, doen regelmatige bijdragen aan VCU, zoals endowed chairs (benoemde leerstoelen), zoals de Philip Morris Chair, en donaties voor faciliteiten. Altria, het grootste tabaksbedrijf in de Verenigde Staten, heeft frequent gedoneerd gedurende de geschiedenis van VCU. In 2022 kende de staat Virginia VCU het grootste deel van de financiering toe voor een kunst- en innovatiegebouw van $253 miljoen. In 2023 doneerde CoStar Group $18 miljoen voor een kunst- en innovatieruimte in het nieuwe geconsolideerde kunstgebouw van VCU.

## Academisch programma
VCU biedt baccalaureaat, master- en doctoraatsdiploma's aan, evenals professionele en certificaatcursussen.
79 van de programma's van VCU zijn uniek voor Virginia, zoals de major Homeland Security and Emergency Preparedness in de L. Douglas Wilder School of Government and Public Affairs, evenals de graad Real Estate and Urban Land Development in de School of Business van VCU. De universiteit biedt ook een breed scala aan studiemogelijkheden met 225 certificaat-, bachelor-, master-, professionele en doctoraatsdiploma's op het gebied van kunst, wetenschap en geesteswetenschappen.
De medische campus van de universiteit biedt studenten verschillende mogelijkheden voor postdoctoraal onderzoek. Onder het Guaranteed Admission Program hebben geselecteerde eerstejaarsstudenten die een hoog academisch niveau handhaven, gegarandeerd een plaats in een aantal professionele gezondheidswetenschappelijke programma's.

## Sport
De sportteams van de universiteit staan bekend als de VCU Rams. Vóórdat het Medical College of Virginia (MCV) en het Richmond Professional Institute (RPI) in 1968 fuseerden tot de VCU, namen de sportteams van MCV deel als de Medicoes en de sportteams van RPI namen deel als de Green Devils.
De Rams nemen deel aan Division I van de National Collegiate Athletic Association (NCAA) als leden van de Atlantic 10 Conference. De meest succesvolle teams zijn geweest de heren tennisteams en basketbalteams, die succes hebben gehad in hun conferentie en op regionaal en nationaal niveau. De kleuren van de school zijn zwart en goud. De directeur van de atletiekafdeling is Ed McLaughlin. De officiële studentenondersteuningsgroep staat bekend als de Rowdy Rams.
Als lid van de Atlantic 10 Conference sponsort de VCU teams in zeven door de NCAA gesanctioneerde herensporten en acht damessporten.
| Heren                                                          | Dames                  |
| -------------------------------------------------------------- | ---------------------- |
| Honkbal                                                        | Basketbal              |
| Basketbal                                                      | Crosscountry hardlopen |
| Crosscountry hardlopen                                         | Hockey                 |
| Golf                                                           | Lacrosse               |
| Voetbal                                                        | Voetbal                |
| Tennis                                                         | Tennis                 |
| Atletiek en veld†                                              | Atletiek en veld†      |
|                                                                | Volleybal              |
| † – Atletiek en veld omvatten zowel binnen- als buitensporten. |                        |

### Basketbal (dames)
Beth O'Boyle is de coach van het VCU Rams damesbasketbalteam.
Het VCU Rams damesteam beleefde het meest succesvolle seizoen in hun geschiedenis in het seizoen 2008-2009. Het team sloot het seizoen af met een record van 26-7 overall en een conferentierecord van 15-3. Opmerkelijk genoeg was het team thuis perfect met een record van 16-0. Na als tweede te zijn geëindigd in hun conferentie, ging het team voor het eerst naar hun allereerste NCAA-toernooiwedstrijd als het tiende geplaatste team, waar het zevende geplaatste Rutgers-team hen met 57-51 uitschakelde op hun eigen thuisveld. In het seizoen 2009-2010 leidde hoofdcoach Beth Cunningham de Rams naar de WNIT Sweet Sixteen, waar ze werden uitgeschakeld door de Syracuse Orange.

### Basketbal (heren)
Het herenbasketbalteam van de Virginia Commonwealth University wordt algemeen beschouwd als een van de meest populaire en succesvolle sportprogramma's van de universiteit. Het eerste varsity-basketbalteam werd opgericht in 1968 en stond onder leiding van coach Benny Dees. De huidige hoofdcoach is Ryan Odom.
Het team is het meest bekend om zijn Final Four-run in het NCAA Division I herenbasketbaltoernooi van 2011, de eerste keer dat de Rams verder kwamen dan de tweede ronde. De reis van de Rams naar de Final Four onder coach Shaka Smart begon in een van de vier openingsrondewedstrijden, die vaak "play-in" wedstrijden worden genoemd en bedoeld zijn om het veld van 68 naar 64 teams te verkleinen. Zo werd VCU het eerste team dat vanuit de "First Four" naar de Final Four ging.

### Honkbal
VCU heeft sinds 1971 een honkbalteam. Het programma staat onder leiding van Bradley LeCroy, die het programma sinds 2023 heeft beheerd. Sinds 2013 nemen de Rams deel aan de Atlantic 10 Conference in de NCAA Division I honkbalcompetities.
De Rams spelen in The Diamond, gelegen in het centrum van Richmond, in de buurt van de wijken Chamberlayne Industrial Center en Scott's Addition. The Diamond bevindt zich op hetzelfde sportcomplex als het Arthur Ashe Tennis Center en Sports Backers Stadium, waar de mannen- en vrouwenvoetbal- en atletiekteams spelen.

### Voetbal (heren)
Sinds 1978 heeft VCU een heren varsity voetbalprogramma. Het heren voetbalteam staat onder leiding van David Giffard, die heeft gewerkt voor het mannen voetbalprogramma van de Akron Zips onder Caleb Porter, die Akron naar de NCAA College Cup-titel van 2010 heeft geleid en nu coacht bij de Portland Timbers van de Major League Soccer. Giffard is sinds 2010 coach van het team. In de 35 jaar van het bestaan van de Rams heeft het team zeven keer de NCAA-toernooien bereikt, waarvan allemaal in de afgelopen 15 jaar. De beste prestatie van VCU in het NCAA-toernooi was in 2004, toen de Rams de kwartfinales van het toernooi bereikten en daar verloren van UC Santa Barbara.
De eerste 20 jaar van het heren voetbalprogramma waren overigens niet erg succesvol, aangezien het team er niet in slaagde om het NCAA-toernooi te bereiken of enige conferentietoernooien te winnen. De eerste vijf seizoenen werden geleid door Ben Satterfield, die geen winnend seizoen had als hoofdcoach van het team. De opvolger van Satterfield, Roosevelt Lundy, zorgde voor enkele winnende seizoenen in het midden van de jaren 1980, maar slaagde er niet in het team in het NCAA-toernooi te krijgen. Na de Lundy-periode kwam Lincoln Phillips, die de Rams naar de finale van het Metro Conference Men's Soccer-toernooi van 1991 leidde, maar er niet in slaagde om zich te kwalificeren voor het NCAA-toernooi.
In 1995 werd het programma geleid door Tim O'Sullivan, die het varsity-team de volgende 15 seizoenen zou coachen. Tijdens O'Sullivan's coachingscarrière bij VCU leidde hij het team naar drie Colonial Athletic Association-toernooititels en twee CAA reguliere seizoenstitels. Het team wordt nu gecoacht door Dave Giffard, die heeft gewerkt als assistent-coach voor de University of Akron Zips.
De meest succesvolle run van het team in de College Cup, het NCAA Division I herenvoetbaltoernooi, vond plaats in 2004, toen de Rams als 16e in het land werden gerangschikt en een bye kregen naar de tweede ronde. In de tweede ronde versloegen de Rams George Washington, voordat ze de nummer één geplaatste Wake Forest Demon Deacons in strafschoppen versloegen. In de regionale finales, of kwartfinales in het hele toernooi, verloor VCU van de latere nationale finalisten, de UC Santa Barbara Gauchos.

## Geschiedenis
De geschiedenis van VCU begon in 1838, toen de Medische Afdeling van Hampden-Sydney College werd geopend in Richmond. In 1844 verhuisde het naar zijn eerste permanente thuis, het Egyptian Building. In 1854 ontving de Medische Afdeling van Hampden-Sydney College een onafhankelijke statuut van de Virginia General Assembly en werd het de Medical College of Virginia (MCV). Een paar jaar later, in 1860, droeg MCV al zijn eigendommen over aan de staat Virginia en werd het een staatsinstelling in ruil voor $30.000.
Toen de Amerikaanse Burgeroorlog begon, werd Richmond een brandpunt van strijd en politiek. Na een lange belegering veroverde Ulysses S. Grant Petersburg en Richmond begin april 1865. Naarmate de val van Petersburg dreigde, verlieten president Davis, zijn kabinet en de verdedigers van de Confederatie Richmond op Evacuatiezondag (2 april) en vluchtten naar het zuiden. De terugtrekkende soldaten kregen opdracht om bruggen, de wapenkamer en voorraadmagazijnen in brand te steken terwijl ze vertrokken. Het vuur in de grotendeels verlaten stad raakte buiten controle en samen met het bombardement van de Unie werden grote delen van Richmond en vrijwel alle gebouwen van MCV verwoest. De stad gaf zich de volgende dag over; Unietroepen blusten de woedende branden in de stad. Vanwege de waardeloze Confederale valuta en hoge inflatie verkocht de medische school haar ambulancepaard voor genoeg geld om de bedrijfsvoering voort te zetten.
Na de Burgeroorlog nam MCV aanzienlijk deel aan medische vooruitgang, waaronder op het gebied van anesthesie en antisepsis. In 1893 werd het College of Physicians and Surgeons, later University College of Medicine, opgericht door Hunter Holmes McGuire, vriend van Stonewall Jackson en persoonlijke arts die Jackson's arm had geamputeerd, slechts drie straten verderop van MCV. In 1912 opende McGuire Hall als het nieuwe thuis van het University College of Medicine. Het volgende jaar fuseerden MCV en UCM dankzij de inspanningen van George Ben Johnston en Stuart McGuire. MCV verwierf het Memorial Hospital als gevolg van de fusie.
Richmond Professional Institute vindt zijn oorsprong in 1917, toen het begon als de Richmond School of Social Work and Public Health. In 1925 werd het de Richmond-afdeling van The College of William & Mary. In 1939 werd deze afdeling de Richmond Professional Institute of The College of William & Mary (RPI). In 1947 werd de MCV Foundation opgericht en in 1962 scheidde RPI zich af van William & Mary om een onafhankelijke staatsinstelling te worden. Vervolgens, in 1968, fuseerde staatswetgeving (Wayne Commission Report) MCV en RPI om Virginia Commonwealth University te worden. Afstammeling van Thomas Jefferson, Pulitzer Prize-winnaar en redacteur van de Richmond Times-Dispatch, Virginius Dabney werd benoemd tot de eerste rector van VCU en schreef Virginia Commonwealth University: A Sesquicentennial History. Dabney wordt gecrediteerd als de eerste die de nieuwe universiteit een centrale plaats in de geschiedenis van Virginia opeiste.